# Simon Gustafson
Simon Gustafson (* 11. Januar 1995 in Mölndal) ist ein schwedischer Fußballspieler. Der Mittelfeldspieler debütierte 2013 in der Allsvenskan.

## Werdegang
Gustafson begann gemeinsam mit seinem Zwillingsbruder Samuel mit dem Fußballspielen bei Fässbergs IF. Mit der U-18-Nachwuchsmannschaft gewann das Brüderpaar im Sommer 2012 im Elfmeterschießen den Gothia Cup.
Im Januar 2013 verließen die Brüder Gustafson gemeinsam Fässbergs IF und wechselten zum Erstligisten BK Häcken. Hier etablierte sich Simon schnell in der Mannschaft, in der Folge wurde er im August von Auswahltrainer Håkan Ericson in die schwedische U-21-Mannschaft berufen. Während er im Klub Stammspieler wurde, dauerte es jedoch für sein Auswahldebüt bis zum September. Dies verlief umso erfolgreicher, beim 2:2-Unentschieden gegen die türkische U-21-Nationalmannschaft im Rahmen der Qualifikation zur U-21-Europameisterschaft 2015 erzielte er in der Nachspielzeit den Ausgleichstreffer.
In der Spielzeit 2014 schaffte Gustafsson den Durchbruch in seinem Verein. Mit zehn Saisontoren platzierte er sich einerseits unter den erfolgreichsten Torschützen der Meisterschaft und führte andererseits die Mannschaft um Walid Atta, Oscar Lewicki, Martin Ericsson, René Makondele und David Frölund auf den fünften Tabellenplatz. Die guten Leistungen honorierte Nationaltrainer Erik Hamrén und nominierte ihn im Dezember 2014 als einen von neun Neulingen für die schwedische Nationalmannschaft, die im Januar 2015 eine Tour in den Nahen Osten macht.
Im Juli 2015 wechselte Gustafson zu Feyenoord Rotterdam.

## Erfolge
Feyenoord Rotterdam
- Niederländischer Pokalsieger: 2016
- Niederländischer Meister: 2017

BK Häcken
- Schwedischer Meister: 2022

Nationalmannschaft
- U21-Europameister mit Schweden: 2015